# ユーレックス
ユーレックス（eureks）は、長野県茅野市に本社を置く、日本で唯一の国産オイルヒーター製造メーカーである。資本金4000万円。従業員数40人。

## 概要
1989年に設立。
国内で主流であった機械式（サーモスタット）での制御から、マイコン制御でのオイルヒーター開発に注力。
音声ガイダンスを搭載したモデルや、独自開発のタイマーを搭載したモデルを製造販売する。電源プラグ内に熱感知センサーを搭載した電源プラグや、時間毎に室温設定ができるマイタイマーなど、オイルヒーター業界において革新的な商品を開発。2021年には、オイルを使わない電気暖房機ヘリテイジヒーターを発表 

## 製品
- 1989年 - UGシリーズ ：初のユーレックスオリジナルモデルが発売された。
- 1994年 - UNシリーズ ：FTC搭載（自社開発の省エネシステム）モデルの発売開始。
- 1998年 - EXシリーズ ：室温と使用するヒーターを制御する室温ダイレクトイン搭載モデルが発売された。
- 2003年 - FXシリーズ ：1時間毎に室温の設定が可能なひとふゆおまかせタイマーを搭載したモデルが登場。
- 2008年 - GRシリーズ ：国内では業界初となる音声ガイダンスを搭載したモデルが登場。
- 2011年 - FZシリーズ ：エコモード（省エネモード）を搭載したモデルが発売された。
- 2012年 - KKEシリーズ：電源プラグ内に熱感知センサーを搭載したモデルが登場。
- 2014年 - RFXシリーズ：大型LCDパネルを搭載したモデルが登場。
- 2017年 - LFXシリーズ：LED照明を搭載したモデルが登場。
- 2019年 - VFXシリーズ：RFXシリーズのマイナーチェンジモデル登場
- 2021年 - EHTシリーズ：オイルを使わない電気暖房機ヘリテイジヒーター登場

## 会社名の由来
ヨーロッパで古くから親しまれているオイルヒーターに、日本の技術を融合させた商品を作りたいという思いから、eu（ヨーロッパ）+技術（エレクトロニクス）を掛け合わせた造語。